# Partit Laborista Gal·lès
Partit Laborista Gal·lès (gal·lès Llafur Cymru) és la secció del Partit Laborista Britànic que opera a Gal·les, on és el partit més votat i hi ha guanyat totes les eleccions al Parlament del Regne Unit des de 1922. Té 1 dels 4 eurodiputats de Gal·les, 24 dels 40 escons a Westminster des de 2010 i 28 de 60 a l'Assemblea Nacional de Gal·les (on governa en coalició amb el Plaid Cymru) i 344 de 1.264 consellers locals, dominant 2 de 20 autoritats locals.
Forma part del Partit Laborista i no és registrat com a entitat separada ni té relació federal; i tot i que no té un líder oficial, Rhodri Morgan ho és de fet, com a cap de grup parlamentari. Tot i així, gaudeix de força autonomia pel que fa a la tasca a l'Assemblea Nacional Gal·lesa. Té un Comité Executiu propi, del que en formen part tots els càrrecs electes.

## Història
El partit hi és present des de les eleccions al Parlament del Regne Unit de 1922, en les que va obtenir la meitat dels escons de Gal·les, i es va consolidar durant la gran depressió gràcies a la seva relació amb els sindicats, tot i la seva ambivalència en el fet nacional gal·lès. A les eleccions de 1945 va obtenir 25 de 36 escons (58% dels vots), dominant la zona industrial, i a les eleccions de 1950 i 1951 es va estendre a la zona rural, domini del Partit Liberal. Van estendre el seu domini sobre el govern local, modernitzant infraestructures i serveis públics.
Harold Wilson els va crear la Secretaria d'Estat per Gal·les i el Welsh Office. Durant els anys 1970 la comissió Kilbrandon va estudiar la Devolució de l'autonomia a Gal·les, alhora que Conservadors i nacionalistes amenaçaven el seu domini a les àrees de parla gal·lesa i costanera. El fet que a Londres continuessin guanyant els conservadors, malgrat el triomf laborista a Gal·les, i el fet que els laboristes gal·lesos no van poder fer res per a evitar la traumàtica reestructuració industrial, van fer que el partit estigués més obert a la Devolution.
A les eleccions a l'Assemblea Nacional de Gal·les de 1999 presentaren com a candidat el popular Ron Davies, qui dimití per un escàndol sexual i fou substituït per Alun Michael, poc conegut, i van treure 27 escons dels de 60, però Plaid Cymru els va disputar alguns feus sagrats com Islwyn, Rhondda i Llanelli. Es diferencià del govern de Tony Blair en què va intentar fer serveis públics més competitius. Així a les eleccions de 2007 va caure a 26 de 60. Tot i així, Morgan va arribar a l'acord One Wales amb el Plaid Cymru.

## Resultats electorals

### Eleccions al Parlament Europeu
| Any  | Percentatge de vot a Gal·les | Escons   |
| ---- | ---------------------------- | -------- |
| 1979 | 41.5%                        | 3 (de 4) |
| 1984 | 44.5%                        | 3 (de 4) |
| 1989 | 48.9%                        | 4 (de 4) |
| 1994 | 55.9%                        | 5 (de 5) |
| 1999 | 31.8%                        | 2 (de 5) |
| 2004 | 32.5%                        | 2 (de 4) |
| 2009 | 20.3%                        | 1 (de 4) |

### Eleccions al Parlament del Regne Unit
| Any        | Percentatge de vot a Gal·les | Escons     |
| ---------- | ---------------------------- | ---------- |
| 1951       | 60.5%                        | 27 (de 36) |
| 1955       | 57.6%                        | 27 (de 36) |
| 1959       | 56.4%                        | 27 (de 36) |
| 1964       | 57.8%                        | 28 (de 36) |
| 1966       | 60.7%                        | 32 (de 36) |
| 1970       | 51.6%                        | 27 (de 36) |
| 1974 (Feb) | 46.8%                        | 24 (de 36) |
| 1974 (Oct) | 49.5%                        | 23 (de 36) |
| 1979*      | 48.6%                        | 22 (de 36) |
| 1983       | 37.5%                        | 20 (de 38) |
| 1987       | 45.1%                        | 24 (de 38) |
| 1992       | 49.5%                        | 27 (de 38) |
| 1997       | 54.8%                        | 34 (de 40) |
| 2001       | 48.6%                        | 34 (de 40) |
| 2005       | 42.7%                        | 29 (de 40) |
| 2010       | 36.6%                        | 26 (de 40) |

### Eleccions a l'Assemblea de Gal·les
| Any  | Percentatge de vot (constituència) | Percentatge de vot (regional) | Escons (constituència) | Escons (regional) |
| ---- | ---------------------------------- | ----------------------------- | ---------------------- | ----------------- |
| 1999 | 37.6%                              | 35.5%                         | 27 (de 40)             | 1 (de 20)         |
| 2003 | 40%                                | 36.6%                         | 30 (de 40)             | 0 (de 20)         |
| 2007 | 32.2%                              | 29.7%                         | 24 (de 40)             | 2 (de 20)         |
| 2011 | 42.3%                              | 36.9%                         | 28 (de 40)             | 2 (de 20)         |